# رونوشت کاربنی ناپیدا
رونوشت کاربنی ناپیدا (به انگلیسی: Blind carbon copy)  که Bcc سرواژهٔ عبارت انگلیسی آن است و به‌طور مخفف از آن استفاده می‌شود. Bcc یک روش برای ارسال رایانامه به افراد دیگر است به طوری که نام افرادی که در Bcc می‌نویسیم از دید سایر افراد پنهان می‌ماند.
ایلیا کلی برای ارسال رایانامه در سه قسمت می‌توانید آدرس رایانامه‌های افراد دریافت کننده را وارد کنید:
۱) در قسمت "To" که گیرنده اصلی نامه است.
۲) در قسمت "CC" کسی است که می‌خواهید علاوه برگیرنده اصلی رایانامه شما را دریافت کند (یک رونوشت نامه).
۳) در قسمت "BCC"  شخصی است که بدون اطلاع دیگر دریافت کنندگان (to ,cc) رایانامه شما را دریافت می‌کند (یعنی کسانی که در to و cc هستند ایمیل فردی که در bcc نوشته شده را نمی‌بینند).
با استفاده از  BCC، امکان مخفی نگه داشتن آدرس دریافت کنندگان یک رایانامه، فراهم می‌گردد. بر خلاف آدرس‌هایی که در فیلد To یا CC درج و امکان مشاهده آنان توسط سایر دریافت کنندگان وجود دارد، امکان مشاهده آدرس‌های درج شده در فیلد BCC توسط سایر دریافت کنندگان وجود نخواهد داشت (ارسال نسخه‌ای از نامه به شخص سوم بدون این که به دریافت‌کننده اولیه نامه اطلاعی داده شده باشد)

## منبع
1. . ویکی پدیای انگلیسی